# Julio Terrazas Sandoval

Julio kardinál Terrazas Sandoval CSsR (7. března 1936 Vallegrande - 9. prosince 2015, Santa Cruz de la Sierra) byl bolivijský římskokatolický kněz z řádu redemptoristů, arcibiskup Santa Cruz de la Sierra, kardinál.

## Kněz
V roce 1952 vstoupil do řádu redemptoristů v Chile. Studoval v řádových školách v Chile, Argentině a Francii. Řeholní sliby složil v roce 1957, kněžské svěcení přijal 29. července 1962. V pozdějších letech byl představeným komunity redemptoristů ve svém rodišti.

## Biskup
V dubnu 1978 ho papež Pavel VI. jmenoval pomocným biskupem arcidiecéze La Paz, biskupské svěcení přijal 8. června téhož roku. Světitelem byl kardinál José Clemente Maurer, arcibiskup Sucre, také redemptorista. Na jaře 1982 byl jmenován biskupem diecéze Oruro, vykonával funkci předsedy (1985 až 1991, 1998 až 2005 a od roku 2009) a místopředsedy Bolivijské biskupské konference.

## Kardinál
Kardinálem ho jmenoval papež Jan Pavel II. na konzistoři 21. února 2001. V září 2004 zastupoval papeže na Eucharistickém kongresu v Argentině.
Zemřel 9. prosince 2015 v Santa Cruz de la Sierra.